# Shelley Taylor-Smith
Shelley Taylor-Smith (Perth, 3 agosto 1961) è un'ex nuotatrice australiana. Ha pubblicato la sua autobiografia nel 1996, dal Titolo inglese " Dangerous When Wet: The Shelley Taylor-Smith Story" ISBN 1864480750.
Fa parte, a partire dal 2008, dell'International Hall of Fame.

## Carriera
Specializzata nel nuoto di fondo, si è laureata campionessa del mondo nella 25 km ai campionati di Perth 1991.
Ha vinto 2 edizioni di fila della prestigiosa Capri-Napoli, nel 1990 e nel 1991.
Ha vinto per 5 volte la "Manhattan Island Marathon Swim".

## Palmarès
- Mondiali

Perth 1991: oro nei 25 km.
Roma 1994: bronzo nei 25 km.